# Bixquert
 (juin 2025).
- Si vous ne connaissez pas le sujet, laissez ce bandeau (vous pouvez alors contacter les auteurs).
- Si vous supprimez le contenu mis en cause (vous pouvez préalablement contacter les auteurs),

argumentez précisément cette suppression dans la page de discussion
(un manque de référence n'est pas un argument ; une recherche réelle de référence doit avoir été effectuée, être formellement documentée).
Cet article possède un paronyme, voir Bixquert (nom de famille).
Bixquert (en valencien), parfois Bisquert (en castillan), est une vallée rattachée à la ville de Xàtiva, dans la Communauté valencienne (Espagne). Il s'agit également d'un nom de famille dont l'origine est étroitement liée à cette vallée.

## Histoire

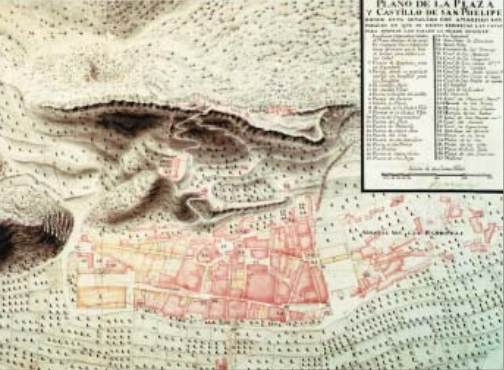
La vallée de Bixquert en 1721.
Le massif de la Serra Grossa (au centre) sépare la vallée (en haut) de la ville de Xàtiva (en bas, alors San Felipe).

Au début du XIIIe siècle, il s'agissait non pas d'une vallée, mais d'une alquería (de l'arabe القرية al-qarīa, « village », « hameau ») que les Arabes appelaient Biškart. Cette dernière se trouvait aux pieds du château de Xàtiva sur les pentes arides du massif de la Serra del Castell où résidait une petite communauté d'Arabes qui vivaient de la terre. Or, quatre ans après avoir reconquis Xàtiva aux mains des musulmans, Jacques Ier d'Aragon céda le 26 mai 1248 leurs terres et propriétés de Biškart, devenu entretemps Bischert, à Girbert Novarello, Pere Godalest, Pere Satorre ainsi qu'à vingt de leurs compagnons d'armes. Ses scribes inscrivirent cette donation dans un codex, le Llibre del Repartiment :
« Girberto Novarello, P. Godalest, P. Çatorre et XX sociis vestris: unicuique, III iovatas in alcheriis de Bischert, que sunt in termino Xative. VI kalendas iunii. »
(La phonétique des termes Bischert, Bisquert et Bixquert est exactement la même, d'où les changements orthographiques survenus au cours du temps) 
Le 30 mai de cette même année, il offrit également des terres « dans Bixquert » au chevalier Berenguer d'Àger, toujours selon le Llibre del Repartiment :
« Berengario de Ager: domos in Xativa et III iovatas terre in Bisquert, et unam iovatam vinearum in termino Xative. III kalendas augusti (//) »
Le Donatio Navarri ballestarii domini regis, un document daté du 20 juillet 1267 et rédigé à Saragosse, témoigne de la donation d'une terre dans « le lieu-dit Bixquert » à un certain Navarro, arbalétrier du roi. Les terres de Navarro étaient entourées par les vignes du roi, par la propriété d'Englesia, fille de Gilabert d'Arenchs, par la propriété de Ramon de Sales, et par le château de Xàtiva :
« Per nos et nostros damus et concedimus per hereditatem propriam, francham, et liberam, tibi Navarro ballistario nostro et tuis in perpetuum, duas jovatas terre in termino Xative, in loco qui dicitur Bisquert. Que affrontant ex una parte cum vinea nostra, et ex alia cum hereditate Englesie filie Gilberti de Arenchs, et ex parte cum hereditate Raimundi de Salis, et cum Rocha castri Xative. [...] Datum Cesarauguste, XIII kalendas Augusti, anno domini MCCLX septimo. »
Le 1er mai 1271, Doménech Peris de Torre se vit offrir une jovada de terre à Bixquert de la part de Guerrero de Mora, père de son épouse Guerrera, et y fit planter des vignes. Pour le récompenser de son travail, le roi d'Aragon lui offrit les terres alentour, terres qui portèrent pendant plusieurs siècles le nom de lieu-dit Guerrero.
Margarida de Lloria i d'Entença, fille de Roger de Lauria et de sa seconde épouse Saurina d'Entença i de Montcada, reçut « un grand nombre de vignes dans le hameau de Bixquert » dans la première partie du XIVe siècle :
« Margarita de Lauria, comitissa Terranovae [...] : loco de Podio prope Valentiam, et Travadello, et Ceta, Calp, et Altea, ac haereditamento in termino Deniae et censualibus sitis in Xativa, scilicet, et super vineis in termino Bixquert, et domibus in Aljonia Xativae. »
Il faudra attendre le XVe siècle pour que des termes tels qu' alquería ou hameau qui désignaient Bixquert en tant que communauté rurale disparaissent au profit de celui de vallée, il est donc fort à parier que l'alquería de Bixquert n'existait déjà plus au XVe siècle.

## Origine

Carte ethnolinguistique de la péninsule Ibérique vers le, avec en orange l'étendue de la langue ibère

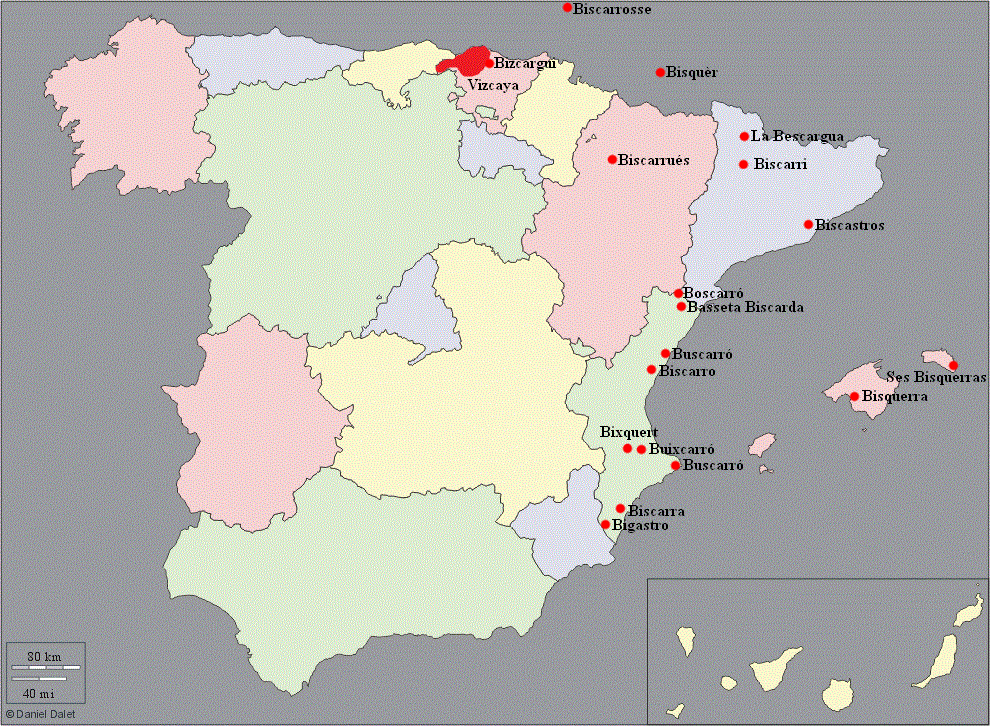
Carte des noms de lieux ayant pour origine le mot ibère "bizkar", « colline, cime ».

Les experts qui se sont penchés sur l’origine de ce mot sont unanimes, le terme Bixquert serait antérieur à la conquête musulmane, (autrement dit antérieur à l'an 711), et plus précisément pré-romain (antérieur au IIIe siècle av. J.-C.), la plupart s’accordent donc sur le fait que le mot Bixquert viendrait de l’ibère bizkar qui signifie « colline, cime ». Bixquert signifierait donc, par extension, le lieu à flanc de montagne. C’est aussi le cas pour d’autres toponymes similaires situés au pied de montagnes rocheuses et escarpées tels que l’Hort de Biscarra à Elche, l’alquería de Biscarro à Onda, ou encore la montagne Buixcarró, située entre Barxeta et Benigànim.
On ignore quel était exactement le nom primitif de Bixquert, cependant il est certain que sous la domination musulmane de Valence (de 711 à 1238) et bien après, notamment sur une carte arabe datée de 1485, l'alquería de Bixquert se nommait Biškart. En effet, les musulmans valenciens continuaient de nommer les villes, même après la Reconquista, par leurs anciens noms arabes alors que tous les noms de ville sans exception avaient été modifiés entretemps par les chrétiens valenciens. Par exemple, ils continuaient d'appeler la ville de Valence par son ancien nom de Balansiya, même sous la domination chrétienne.
Or, s’il est quasiment certain que la racine du mot Bixquert soit bizkar, sa terminaison inédite en -art/-ert laisse penser que le mot d’origine était suivi d’un suffixe.
Joan Coromines propose trois suffixes possibles :
- en -ga, Bizkarga, (« colline sans-cime », Bixquert se situant justement au pied d’une montagne surplombée par un château bâti par les Ibères).

Évolution hypothétique du nom : Bizkarga > Bisqärqä(/Biškart) (arabe) > Bisquert (à partir du XIIIe siècle) > Bixquert (tardif).
- en -tu, Bizkartu, (« colline avec-cime, pointue »).

Évolution hypothétique du nom : Bizkartu > Biškart (arabe) > Bisquert (XIIIe siècle) > Bixquert (tardif).
- en -di, Bizkardi, (suffixe toujours existant en basque actuel, qui a donné son nom à la ville valencienne de Segart, anciennement Segardi).

Évolution hypothétique du nom : Bizkardi > Biškarde(/Biškart) (arabe) > Bisquert (à partir du XIIIe siècle) > Bixquert (tardif).
Selon Joan Corromines, il est également possible que le toponyme Bixquert vienne de Biscargi ou Biscargis, nom qui aurait été donné en l'honneur de l'antique cité ibère de Biscargis. On remarque que dans la toponymie ibère, un certain nombre de villes portent des noms déjà existants, ou du moins, extrêmement proches. Cette hypothèse se reflète dans les villes de Illiberris (aujourd'hui Albacín), Illibiris (Elne), Illumberri (Lumbier), Illumberris (Lombez), Ellimberium (Auch) et Cauco Illiberris (Collioure) pour ne citer qu'elles.

## Géographie

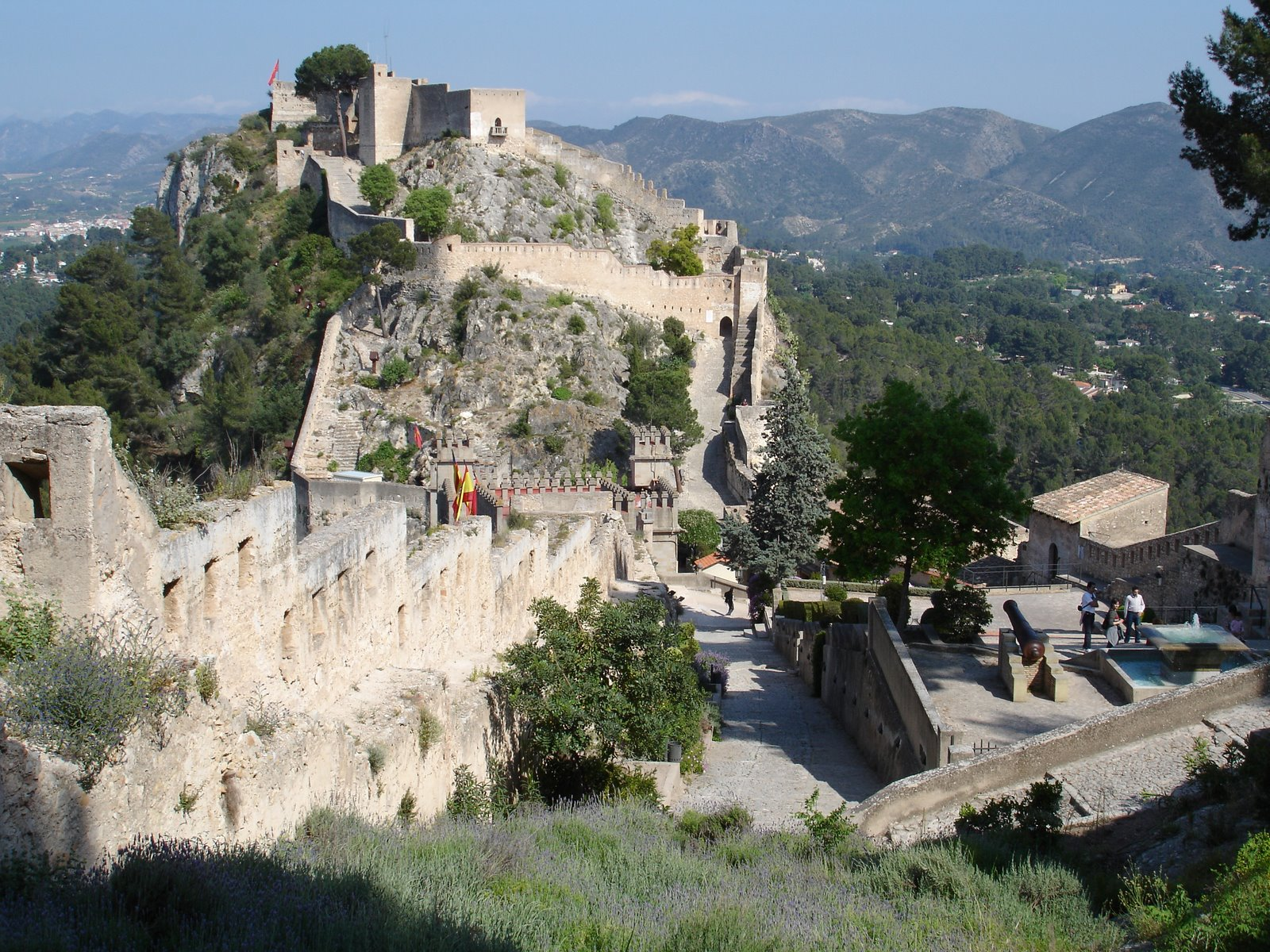
La vallée de Bixquert (à droite) vue du château de Xàtiva construit sur la Serra del Castell.

La vallée de Bixquert est entourée au Sud par la Serra Grossa, au Nord par celle du Castell (où se trouve le château) et celle de Vernissa, et à l'Est par la rivière Albaida. Au milieu du XXe siècle, à la suite de la construction massive de villas et de résidences secondaires dans une bonne partie de la vallée, Bixquert est devenu un quartier à part entière de Xàtiva dont les habitants sont appelés bixquertí/bixquertina (plur. bixquertins/bixquertines).

## Le nom de famille
Les Bixquert (de tous orthographes) descendent de chrétiens ou d'arabes ayant vécu dans l'Alquería de Bixquert.
Il existe plusieurs orthographes différentes telles que Bixquert, Bisquert, Vixquert, Visquert, ou encore Bisquertt (en Amérique latine).

## Personnages ayant porté ce nom

### Introduction concernant les Bixquert musulmans
Le patronyme al-Biškartī (latinisé sous la forme Albisquerti ou Bixquert sur les documents chrétiens,,) est un nom de famille porté par les musulmans valenciens du Moyen Âge.
Il faut savoir que la latinisation des prénoms et des noms de famille des musulmans valenciens est une pratique extrêmement répandue et assumée par les chrétiens. Il s'agissait soit de transcrire phonétiquement les noms, soit de leur enlever entièrement leur aspect arabe comme on peut le voir ci-après :
Noms de familles valenciannisés :
• al-Zummayla : Çumilla/Zumila...
• al-Margalitī : Margarit...
• al-Satibi : Xativi/Satibi...
• Ziqnil : Signell/Zignell/Zichnell...
Prénoms valenciannisés :
• Abu Ahmed : Aboaçmet, Abuamet...
• Abu Abdallah : Aboabdile...
• Ben Abd al-Aziz : Abenabdallasis...
Le patronyme al-Biškartī/Albisquerti/Bixquert étant donc présenté par le Docteur Carme Barceló Torres comme un seul et même patronyme, un Bixquert pouvait être aussi bien chrétien que musulman (voir chapitres suivants).
Or, un nom de famille arabe commençant par al et se terminant pas un i peut signifier deux choses :
- il s'agit soit d'un gentilé[8] qui donnait une information précieuse sur l'origine du musulman. Exemple : le juriste et théologien valencien Abû Is-hâq Ash Shâtibî Al Andalusî portait le nom Shâtibî en référence à Xàtiva sa ville de naissance ainsi que le nom Al-Andalusî en référence à Al-Andalous, qui désignait l'ensemble des terres de la péninsule Ibérique au Moyen Âge. Autres exemples, le patronyme al-Qurtubi signifie cordouan, al-Saraqustī signifie saragossan, al-Balansī signifie valencien etc.

- Soit d'un ethnonyme (moins courant) autrement dit une information sur le nom de la tribu à laquelle la personne en question appartenait. Exemple : les musulmans portant les patronymes al-Qurašī, al-Lajmī ou encore al-Qaysī pour ne citer qu'eux, appartenaient aux tribus arabes Qurašī, Lajmī et Qaysī[9].

Selon une carte arabe datée de 1485, le lieu-dit de Bixquert était appelé Biškart par les musulmans. En effet, ces derniers continuaient à appeler les villes, même après la Reconquista, par leur ancien nom arabe.
Le nom de famille al-Biškartī signifie donc soit l'habitant de Bixquert, soit celui qui fait partie de la tribu des Biškart, la première hypothèse étant la plus probable.

### Personnages

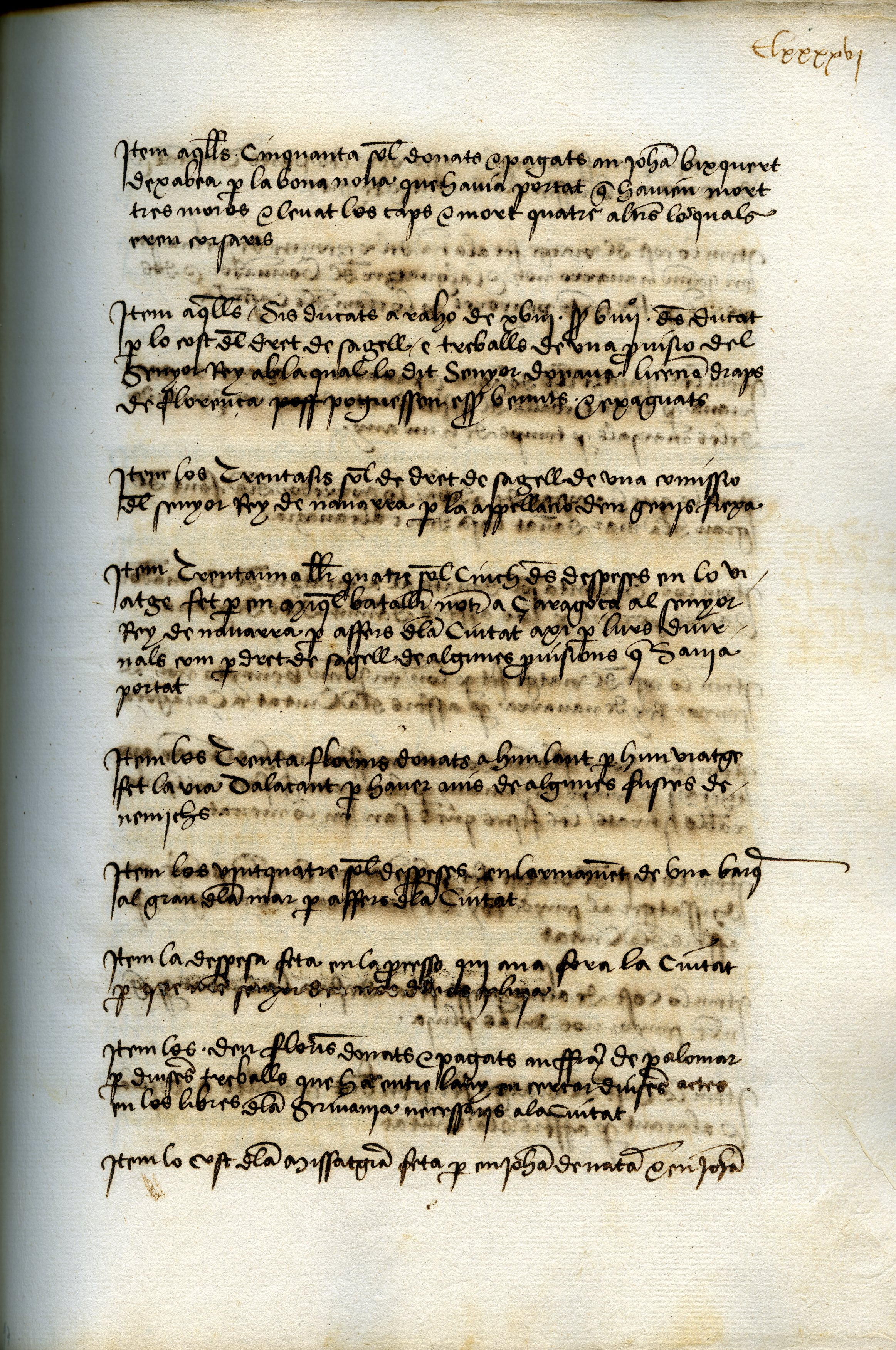
Document relatant les exploits guerriers du valencien Joan Bixquert au début du XVe siècle (4 premières lignes).

Comme on l'a vu plus haut, Les patronymes al-Biškartī/Albisquerti/Bixquert sont un même patronyme, ils sont donc présentés ensemble dans ce paragraphe.
- Abdele Albisquerdi, de Valence, fut dépossédé de ses biens en 1238 au profit du chevalier Baldoví (Llibre del Repartiment):

« Sanz de Bolas et Baldovino : [...] unicuique singulas domos in Valentia et singulos ortos : et domos Baldovini sunt de Abdele Albisquerdi et domos Sancii sunt de Ali Abengata et ortum de Aboaçmet. VI kalendas madii (X). »
- Abrahim Abisquert se voit dépossédé de ses maisons en 1238, maisons qui revinrent au chrétien Martí Garcés. Il est précisé que le propriétaire initial était un certain Homar Abinobantalla : « Marti Garceç : domos de Abrahim Abisquert que fuerunt Homar Abinobantalla. Kalendas decembris. »[11]
- Azmet Albesqueri se voit retirer le 16 septembre 1238 ses maisons, son champ et ses terres au profit de Jucef, juif de Tortose et médecin du roi d'Aragon. Il est précisé que cette propriété jouxtait les bains d'un certain Avenmelich[12] :

« Jucef alfaquim dertusensis : domos et I ortum et IV jo. in Beniferre. XVI kalendas octobris. De Azmet Albesqueri juxta balneum de Avenmelich. »
- Mahomat Albisquerti, de Tavernes de la Valldigna, était membre du conseil de la Aljama de sa ville en 1301[Note_en_espagnol 4]. Il faisait certainement partie des Bixquert de Gebalcobra.

- Çaat Bixquert, ou Bisquert, qualifié de mudéjar, apparaît dans une carta pobla du Royaume de Valence au XIVe siècle[14].
- Mahomat Albizay Albisquerti, habitant de l'alquería d'Algar - aujourd'hui disparue - située aux alentours de l'actuel village de Callosa d'en Sarrià, l'an 1409[15].

- Mahomat Bixquert de Gebalcobra, de Tavernes de la Valldigna, reçoit pour son mariage le 25 août 1481 deux vaches d'un montant de 112 sous de la part de son voisin Mahomat Marnet de La Taverna[7].

- Simó de Bisquert est mentionné sur un procès-verbal daté du 27 décembre 1304. Il est dit qu'il fut attaqué puis blessé par un certain Minguet de Montsó, fils de Domènech de Montsó, de Valence. Le document ajoute que l'agresseur a été poursuivi en justice par Joan Martí de Luna et qu'un juge de Valence nommé Arnau de Font le condamna à payer une amende en guise de dédommagement. Amende qui fut à moitié réglée par la curie[16].

- Maçot Bisquert de Gebalcobra et Alí Gàlip, syndics musulmans de la Vallée d'Alfàndech, furent autorisés le 30 janvier 1450 à livrer une censive d'un montant de 800 sous pour l'obtention de 12000 sous que le monastère de Santa María de la Valldigna devait au roi Alphonse III de Valence[17].

- Abdalà Bixquert de Gebalcobra[7],[Note_en_espagnol 5], de Tavernes de la Valldigna, faisait partie d'une des familles de marchands musulmans les plus puissantes du Royaume de Valence et avait été ainsi nommé alamí de la Vallée d'Alfàndech[Note_en_espagnol 4]. En janvier 1479, les jurats de cette vallée, qui faisaient quasiment tous partie des grandes familles musulmanes de commerçants qui se disputaient les plus hautes fonctions, écrivirent à Roderic Llançol i de Borja, cardinal de Valence, pour lui demander de démettre Abdalà Bixquert de ses fonctions d'alamí et Abraem Çumila de ses fonctions d'alcadí, afin de pouvoir les remplacer. Le cardinal accepta pour la modique somme de 200 florins :

« [...] los jurats vells e no vells e per los síndichs de la dita vall d'Alfàndech que per lo benefici e repòs de la dita vall e dels poblats de aquella, fos remogut Abdal-là Bixquert de l'ofici de alamí e Abraem Çumila de l'ofici de alcadí de la dita vall [e] lo dit senyor cardenal fonch servit de dosents florins. »
Le 14 septembre 1461, un certain Lluís de Vich, chevalier de la ville de Valence et procureur du monastère de Santa María de la Valldigna, autorisa Abdalà Bixquert de Gebalcobra et Azina Munzat de Simat à posséder et vendre la censive.
- Azmet Bixquert de Gebalcobra, de Tavernes de la Valldigna, marchand et frère du précédent. Le 28 avril 1472, il acquit le droit du bailli de quitter le Royaume de Valence par le port de Dénia pour partir marchander au Maghreb. Lorsqu'il fut de retour en Espagne chargé de marchandises venues d'Alger, un habitant de Caravaca de la Cruz nommé Juan de Haro l'emprisonna pour dix ans en tant que captif sans raison apparente. Il parvint à s'échapper mais il fut à nouveau arrêté, cette fois-ci à Conca[7].

- Alí Bixquert de Gebalcobra, de Tavernes de la Valldigna, frère des précédents. En novembre 1483, lui et sa famille demandèrent au gouverneur de faire en sorte que son frère Azmet soit libéré, ce qui fut fait sur le champ[7].

- Abd Allah al-Biškartī était un scribe valencien du XVe siècle[Note_en_espagnol 4].

- Miquel et Berthomeu Bisquert firent partie en 1381 des gens qui repeuplèrent la ville de Xàbia après le départ des musulmans du Royaume de Valence[18].

- Joan Bixquert, de Xàbia, était un mercenaire valencien au service de la Couronne d'Aragon exerçant aux alentours de 1420. Il reçut une certaine somme d'argent pour avoir décapité trois corsaires arabes et pour en avoir arrêté quatre autres[19] :

« Item aqlls : Cinquanta [illisible] donats i pagats a En Johan Bixquert de Xabea [illisible] que s'habia portat i s'havien mort tres moros i [illisible] los caps i morts quatre altres losquals eren [illisible]. »
- Joan Guillem Bisquert, de Gandia, est mentionné sur un acte du 5 janvier 1440 (ou 1450) pour avoir récupéré par procuration 500 sous à la demande du poète Ausiàs March, figure majeure du siècle d'or valencien. Cet argent provenait d'un dénommé Joan Puig, de Xàbia, auquel Ausiàs March avait vendu une maison qu'il possédait à Gandia :

« Die martis, Vª ianuarii anno predicto M°CCCC°XXXX°. Auzianus March, milles, habitantis ville Gandia, de certa scientia facio procuratorem vos, Ihoannes Guillermum Bisquert vicinum ville Gandia, presentem, ad petendum, recipiendum et habendum omnes illas viginti quinque libras regalium Valentie, quas michi debet Ihoannes Pug, loci de Xàbea, pretio unius hospitii per me sibi ventidi, et cetera. »
- Juan Vixquert, selon Viciana, épousa au XVe siècle une des filles de Francisco Vives, seigneur de El Verger.

- Pere Bisquert, Jaume Bisquert et un autre Jaume Bisquert, tous trois de Valence, sont mentionnés dans le grand cens du Royaume de Valence de l'an 1510. Les deux premiers vivaient dans la paroisse Sant Joan et exerçaient la profession de tortionneur de soie, le troisième était un laboureur de la paroisse Sant Martí[21].

- Bertomeu Bisquert était un intellectuel valencien du début du XVIe siècle. Enseignant reconnu à l'Université de Valence où il enseignait la philosophie et la théologie, il fut notamment maître ès arts, cathédrant et examinateur au baccalauréat de l'Université de Valence à de nombreuses reprises[Note_en_espagnol 6].

- Joana Bisquert i d'Olzina et son époux Antoni Olzina, tous deux de Pego, confessent le 2 février 1574 avoir reçu de Joan Pellejà, curé de leur ville, 19 livres de censive[22].

- Sebastián Vixquert ou Bisquert (dit le bienheureux) était un religieux valencien mentionné dans un livre publié en 1599. L'ouvrage relate que le jour de sa mort, les religieux du couvent de Llutxent virent une procession de lumières célestes dans lesquelles apparut le religieux[23].

- Joannes Bisquert, notaire de Gavarda, reçoit après l'expulsion des Morisques d'Espagne une maison et des terres à Alberique d'un montant de 1202,15 livres[24].

- Pere Bixquert, chapelain, fit partie des premiers habitants chrétiens de Llocnou d'en Fenollet après l'expulsion des Morisques d'Espagne. Beatriu Albinyana i Real, femme du seigneur du lieu Miquel de Fenollet i Ripoll de Castellvert, lui loua une maison et des terres pour 20 sous :

« Dia de juliol de 1611. La dita Dona Beatriu stableix a Pere Bixquert, prevere, una casa en lo loch de Fenollet en la plaça del cantó de baix a cens de 20 sous, afronta ab casa de Jaume Garcés i en lo forn. »
- Sebastià Bisquert et son épouse Joana Ana Soldevila i de Bisquert, de El Verger, sont mentionnés sur un document daté de 1615 où ils revendiquent la part d'héritage d'un certain Nofre Martorell qui leur est due[Note_en_espagnol 7].

- Tomàs Bisquert était mustaçaf de Benigànim en 1615[26]. Le mustaçaf était une personne de l'administration municipale élue pour un an par les citadins. Il visait à protéger les intérêts économiques des consommateurs et des producteurs. Il garantissait également l'équité dans le commerce et adoptait des mesures pour éviter les pratiques commerciales déloyales. Il était également responsable de la propreté des rues de sa ville. En septembre, chaque mustaçaf présentait son livre de comptes à la communauté.

- Antonio Bisquert (Valence 1596 - Teruel 1646) était un peintre et disciple de Francisco Ribalta (1565-1628). Il devint actif à Teruel à partir de 1620. En 1628, il termina un retable de sainte Ursule et une Pietà. Une autre Pietà lui est attribuée, celle-ci conservée au Musée du Prado et qui passait pour être une œuvre de Ribalta[Note_en_espagnol 3].

- Joan Bas i Vixquert, de Xàbia, fut fait chevalier le 31 mai 1640[27].

- Marcos Miró Bixquert Alberola y Soler fut, à partir de 1655, Greffier du Tribunal du Saint-Office de l'Inquisition[28].

- Andrés Miró Bixquert Oliver y Ferrer, de Pego, fut Commissaire du Saint-Office de l'Inquisition en 1644[28].

- Joseph Bisquert possédait en 1766 quelques alquerías, des terres et des propriétés à Xàbia[29].

- Don Antonio Bisquert, capitaine espagnol du bateau America, a été mis en cause en 1864 dans une affaire d'esclavage après que l'on ai découvert dans sa cale des instruments utilisés pour la traite des esclaves[30].

- José Tiburcio Bisquert de La Barrera (Rengo 1835 - Santiago du Chili 1895), était un homme politique et avocat chilien fils de don José Luis Bisquert de la Reina et de doña María Inés de la Barrera.

- Antonio Bisquert (1906 – 1990) était un peintre valencien du XXe siècle.

- José Romeu Bisquert, de Llaurí, fusillé à Alzira par les Franquistes le 12 juillet 1939[31].

- Antonio Soto Bisquert fut maire de Valence en 1976.

## Patrimoine

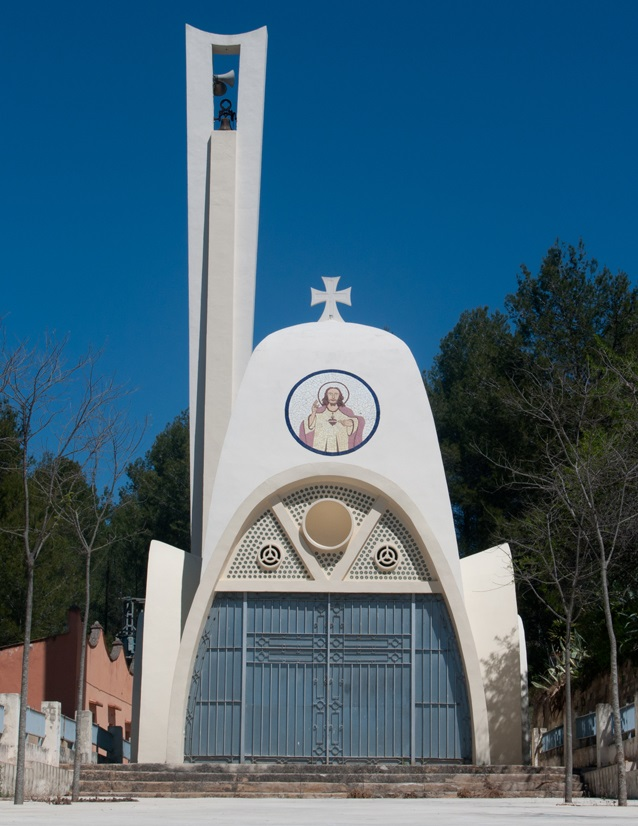
Chapelle Ermita del Dulce Nombre de María de Bixquert.

- Ermita del Dulce Nombre de María, chapelle du XXe siècle faisant partie de l'Archidiocèse de Valence.
- La Cova Negra, grotte où l'on a retrouvé une pointe de lance ainsi que des restes humains datant du paléolithique tels qu'un os pariétal gauche d'adulte et une mandibule d'enfant, ces restes ont été datés de plus de 46 000 ans. Il semblerait cependant que cette grotte n'ai été qu'un abri occasionnel de chasseurs préhistoriques[32]. Elle est située près d'un aqueduc médiéval.
- La Font Voltà ou Font Abovedada, fontaine fonctionnant grâce à un système de qanats. Il est possible qu'elle soit antérieure au VIIIe siècle[33].

## Autres

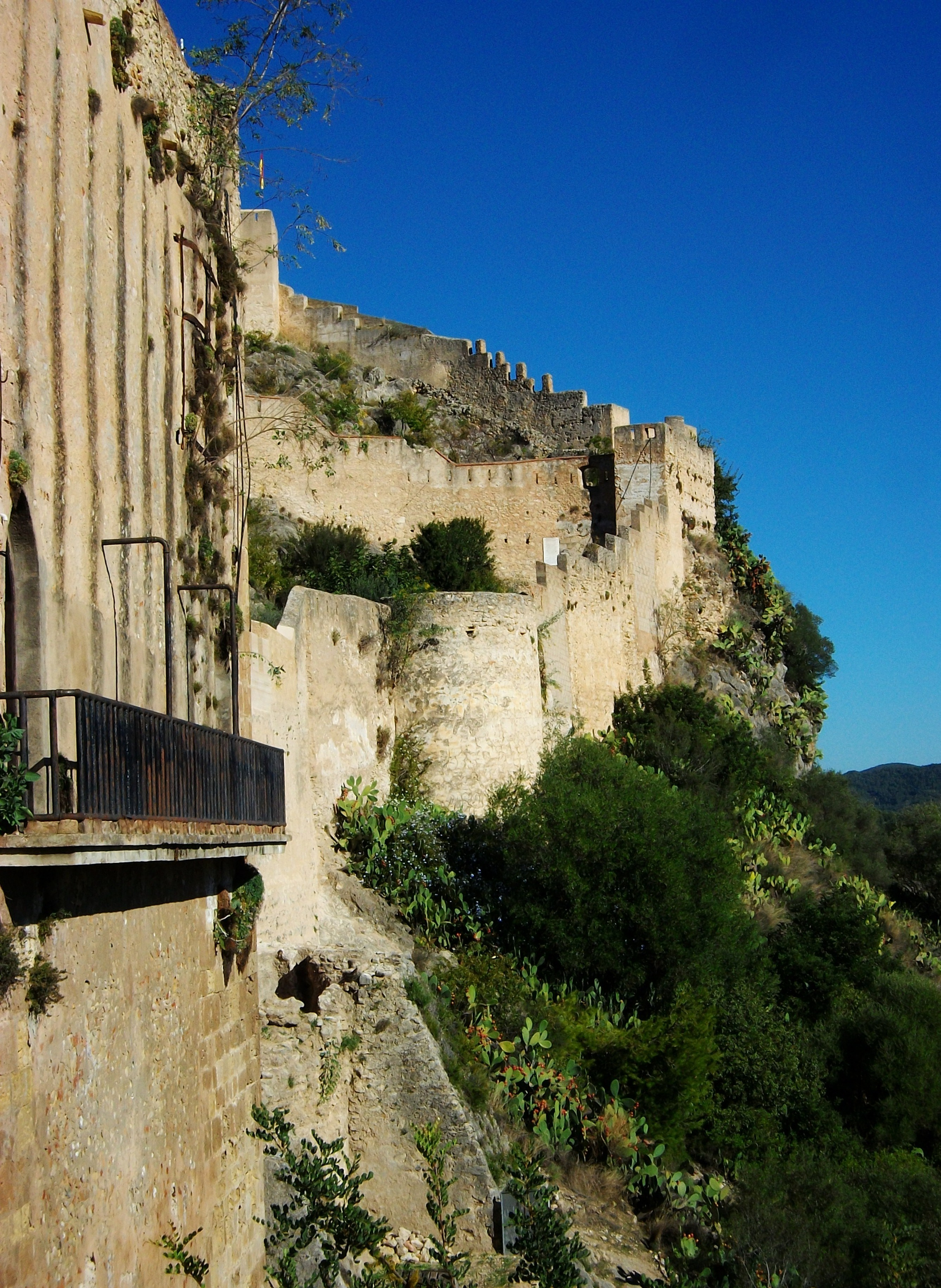
La Porte de Bixquert (à gauche derrière le balcon) donnant sur la vallée.

La Porte de Bixquert (dite aussi del Socorro, du secours) est un passage du château de Xàtiva. Il donne sur la vallée de Bixquert grâce à une poterne qui permettait aux habitants du château de sortir ou de rentrer à l’insu de l’assiégeant. Elle est mentionnée en tant que telle dans le Llibre d'Antiquitats (première partie du XVe siècle). C'est dans ce passage qu'a été assassiné le valencien Diego Crespí de Valldaura, seigneur de Sumacàrcer et de L'Alcúdia de Crespins durant les Germanías.
Un bon nombre de grands personnages et nobles valenciens empruntèrent ce passage durant cette révolte, dont le vice-roi d'Aragon Diego Hurtado de Mendoza y de La Cerda.
La Porte de Bixquert est également mentionnée une dizaine de fois dans le Libro quarto de la Crónica de la ínclita y coronada ciudad de Valencia y de su reino, du chroniqueur Rafael Martí de Viciana (XVIe siècle).
Le Puerto ou Col de Bixquert (qui doit lui aussi son nom à l'alquería) est une crête qui sépare la Peña Roja du Mont Vernissa. Elle fut autrefois armée de fortifications immenses et inexpugn(i)ables. Leur solide construction avait peu souffert de l'action comminative des siècles, mais lorsque l'armée française fit la conquête de ce pays en 1812, on les fit sauter par la ruine.
Le Puerto de Bixquert est traversé par un chemin taillé dans la roche, lui aussi appelé de Bixquert.
La Tour de Bixquert était une des tours du château de Xàtiva. Le roi Pierre II de Valence ordonna sa reconstruction le 13 septembre 1356 lors de la guerre qui opposait le Royaume de Castille au Royaume de Valence étant donné que le château de Xàtiva était une des places fortes les plus importantes du royaume :
« [...] dictum castrum et specialiter turris que dicitur Bisquert reparatione indigeat evidentur. »
Malgré l'urgence de la situation due à la guerre entre les deux royaumes, la Tour de Bixquert était toujours en construction en 1398. Elle semble avoir aujourd'hui disparu.
Carrer Bixquert est le nom d'une rue de Tavernes de la Valldigna situé dans le centre historique de la ville. On ignore l'origine de cette dénomination, cependant, il n'est pas improbable de penser que les Bisquert de Gebalcobra aient un rapport quelconque avec cette rue.
 Secanistes de Bixquert ó Al vell carabasa en ell : comedia bilingüe, en dos actes y en vers  est une pièce de théâtre bilingue (valencien et espagnol) écrite en 1876 par Francisco Palanca y Roca. L'intrigue se déroule à Bixquert même.